# Strohspecht
Der Strohspecht (Celeus flavus) ist eine Vogelart aus der Familie der Spechte (Picidae). Dieser mittelgroße und aufgrund seiner markanten Färbung unverwechselbare Specht hat ein großes Verbreitungsgebiet im nördlichen Südamerika. Der Strohspecht bewohnt vor allem wassernahe Waldlebensräume wie Várzea und Sumpfwälder, seltener Galeriewälder, Mangrove, laubabwerfende Wälder, Baumsavannen bis hin zu Sekundärwäldern und kann auch noch in Kakaoplantagen angetroffen werden. Über die Lebensweise der Art ist wenig bekannt. Die überwiegend in der unteren und mittleren Baumschicht und nur selten auch auf dem Boden gesuchte Nahrung besteht vor allem aus Ameisen und Termiten, daneben werden auch Früchte und Samen gefressen.
Die Art gilt als recht häufig, der Weltbestand wird als stabil eingeschätzt und ernsthafte Gefährdungen sind derzeit nicht erkennbar. Der Strohspecht wird von der IUCN daher als nicht gefährdet (least concern) eingestuft.

## Beschreibung
Strohspechte sind mittelgroße, sehr markant gefärbte Spechte mit einer langen Haube. Der Schnabel ist recht lang, leicht meißelförmig zugespitzt, am First nach unten gebogen und an der Basis relativ schmal. Die Körperlänge beträgt etwa 24–26 cm, das Gewicht 95–131 g. Diese Spechte sind damit etwas größer und deutlich schwerer als ein Buntspecht. Die Art zeigt hinsichtlich der Färbung einen deutlichen Geschlechtsdimorphismus.
Bei Männchen der Nominatform C. f. flavus ist fast das gesamte Gefieder bis auf den Bartstreif, die Flügel und den Schwanz einfarbig cremegelb, hellbeige, schwefelgelb oder gelegentlich zimtweiß. Nicht selten sind insbesondere auf Kopf und Rücken einige braune Federn oder Federbasen vorhanden. Die Oberflügeldecken sind variabel gefärbt, haben aber meist braune Basen und sind manchmal vollständig braun oder rotbraun. Die Schwingenfärbung ist ebenfalls variabel, meist sind die Schwingen braun und haben rötlich kastanienbraune Innenfahnen und ebenso gefärbte Außenfahnensäume. Die Schirmfedern sind meist ebenso wie der Rücken einfarbig hell, manchmal aber dunkler und zeigen selten ein oder zwei dunkle Querbinden. Der Oberschwanz ist fast einfarbig schwärzlich braun, nur das äußerste, meist verdeckte Steuerfederpaar ist gelegentlich hell gebändert. Die Unterflügel sind bräunlich, die Unterflügeldecken und die Achselfedern cremebeige. Kopf und Hals sind wie das übrige Gefieder gefärbt, nur der Bartstreif ist leuchtend rot und gelegentlich hell gestrichelt.
Der Schnabel ist gelblich, Beine und Zehen sind dunkelgrau bis grüngrau. Die Iris ist rot oder rotbraun.
Weibchen fehlt der rote Bartstreif, dieser Bereich ist wie der übrige Kopf gefärbt.

## Lautäußerungen
Es sind mehrere Rufe bekannt. Am auffallendsten ist eine hohe, klare, lachende Strophe etwa wie „wutchuk...kee-hoo-hoo-hoo, pueer, pueer, purr, paw“ oder „glew glew glew glew glew“, wobei die letzte Silbe in der Tonhöhe niedriger ist. Wenn mehrere Individuen aufeinandertreffen, äußern diese Spechte Rufe wie „kiu-kiu-kiu-kiu“ oder „whéejah“, die zum Teil mehrfach wiederholt werden. Ob die Art trommelt, ist offenbar bisher nicht bekannt.

## Verbreitung und Lebensraum

Verbreitungsgebiet

Dieser Specht hat ein großes Verbreitungsgebiet im nördlichen Südamerika. Das Areal der Art reicht in West-Ost-Richtung vom Osten Kolumbiens, Ekuadors und Perus und dem Norden Boliviens nach Osten über Venezuela und die Guyanas bis in die brasilianischen Bundesstaaten Mato Grosso und Espiritu Santo. Die Größe des Gesamtverbreitungsgebietes wird auf 6,09 Mio. km² geschätzt.
Die Art bewohnt vor allem wassernahe Waldlebensräume wie Várzea und Sumpfwälder, seltener Galeriewälder, Mangrove, laubabwerfende Wälder, Baumsavannen bis hin zu Sekundärwäldern und kann auch noch in Kakaoplantagen angetroffen werden. Der Strohspecht ist im Wesentlichen auf die Niederungen beschränkt und kommt bis in Höhen von 700 m vor.

## Systematik
Der Strohspecht zeigt offenbar eine sehr große individuelle Variabilität. Winkler et al. erkennen vier Unterarten an, wobei sehr häufig intermediäre Individuen auftreten:
- Celeus f. flavus (Statius Müller, 1776) – Nördlicher Teil des Verbreitungsgebietes. Die Nominatform ist oben beschrieben, sie zeigt die ausgedehntesten Anteile von Rotbraun oder Kastanienbraun auf den Flügeln.
- Celeus f. peruvianus (Cory, 1919)– Osten Perus. Etwas größer als Nominatform, das Rotbraun der Flügel ist weitgehend oder vollständig durch Braun ersetzt.
- Celeus f. tectricialis (Hellmayr, 1922) – Nordosten Brasiliens (Maranhão). Größe etwa wie Nominatform, aber Flügel eher wie Celeus f. peruvianus, Flügeldecken mit viel Braun und Schwingen mit viel weniger Rotbraun als bei Nominatform.
- Celeus f. subflavus (Sclater & Salvin, 1877) Osten Brasiliens (Espiritu Santo und Bahia). Größte Unterart, kein Rotbraun auf den Flügeln, das Deckgefieder auf oberem Rücken und Brust zeigt breite braune Basen und Zentren.

## Lebensweise
Über die Lebensweise der Art ist wenig bekannt. Diese Spechte werden auch einzeln, aber meist in Paaren oder in kleinen Gruppen aus drei bis vier Individuen angetroffen. Die überwiegend in der unteren und mittleren Baumschicht und nur selten auch auf dem Boden gesuchte Nahrung besteht vor allem aus baumbewohnenden Ameisen der Gattung Crematogaster und Termiten, Strohspechte brechen dabei sehr gern die Kartonnester von Crematogaster auf. Daneben werden auch Früchte und Samen gefressen.
Die Brutzeit fällt in Kolumbien in den Zeitraum April bis Juni, in Venezuela beginnt sie vermutlich etwas früher. Näher Angaben zur Brutbiologie liegen bisher nicht vor.

## Bestand und Gefährdung
Gesicherte Angaben zur Größe des Weltbestandes gibt es nicht. Die Art gilt als recht häufig, der Weltbestand gilt als stabil und ernsthafte Gefährdungen sind derzeit nicht erkennbar. Der Strohspecht wird von der IUCN daher als ungefährdet („least concern“) eingestuft.